# Панфилов, Вячеслав Вячеславович
Вячесла́в Вячесла́вович Панфи́лов (укр. Вячеслав В'ячеславович Панфілов; 24 июня 1993, Киев, Украина) — украинский футболист, нападающий

## Игровая карьера
Родился 24 июня 1993 в Киеве. В пятилетнем возрасте отец привёл Панфилова на просмотр в школу киевского «Динамо» на Нивках. Так как Вячеслав был слишком мал, его приняли в «динамовскую» школу только через год. Первыми тренерами будущего футболиста стали наставники Виталий Хмельницкий и Евгений Ястребинский.
После окончания академии, где нападающий становился обладателем несколько золотых наград победителя юношеского чемпионата Украины, Панфилов 24 февраля 2010 оказался в числе игроков, дозаявленых в молодёжную команду киевлян, которую на тот момент возглавлял Владимир Мунтян. Дебют Панфилова в составе динамовской «молодёжки» состоялся 26 февраля 2010 года в матче со сверстниками «Кривбасса». Свой первый гол Вячеслав забил 9 апреля 2010 года в ворота «молодёжки» киевского «Арсенала». Этот гол стал единственным для нападающего в дебютном сезоне. В следующем сезоне 2010/11 Панфилов в конце турнира выдал серию, в которой отличился в воротах соперников в четырёх матчах подряд. В сезоне 2011/12 Вячеслав увеличил свой бомбардирский реестр до 6 голов. Перед самым началом сезона 2012/13 на одной из тренировок Панфилов сломал ногу. На восстановление ушло три месяца. Вячеслав вернулся в игру только во второй части октября, и до зимнего перерыва так ни разу и не успел появиться на поле в стартовом составе. Лишь дважды Панфилов выходил на замены в матчах молодёжного первенства, а с весны вообще стал выступать исключительно за юношескую команду.
Летом 2013 года тренер «молодёжки» Александр Хацкевич возглавил вторую динамовскую команду, игравшую в первой лиге. С собой он взял ряд игроков, в том числе и Панфилова. В профессиональных соревнованиях Вячеслав дебютировал 14 июля 2013 в выездном матче против черниговской «Десны», который завершился вничью 0:0. Панфилов провёл на поле 71 минуту, после чего был заменён. Всего за сезон 2013/14 сыграл 14 матчей и не забил ни одного гола.
В июле 2014 году на правах аренды вместе с одноклубником Мирославом Бонем был отправлен в аренду в ужгородской «Говерлу», где уже находился ещё один «динамовец» Сергей Люлька. В ужгородской команде Панфилов на поле выходил довольно редко. В Премьер-лиге дебютировал 27 июля 2014 в матче 1 тура против львовских «Карпат» (2:2), заменив на 92 минуте Руслана Степанюка.
Зимой 2015 года покинул «Говерлу», после чего провёл ещё год в составе «Динамо-2». В 2016 году подписал контракт с ровненским «Вересом», однако за команду провёл всего 1 матч. В 2017 году стал игроком литовского «Утениса», однако там тоже надолго не задержался.
Летом 2017 перешёл в кропивницкую «Звезду»

## Международная карьера
В 2010 году выступал за юношескую сборную Украины до 18 лет, в которой провёл четыре матча.